# シデロチル石

シデロチル石(siderotil)は、FeSO4·5H2Oの組成を持つ硫酸鉄(II)含水鉱物である。緑礬の脱水により生じる。構造中の鉄が銅に置換されることもよくある。繊維または粉末の堆積物として現れることが多いが、針状の三斜晶となることもある。
1891年にスロベニアのイドリヤ鉱山から産出したものが最初に記載された。名前は、鉄を含み繊維状であることから、ギリシャ語の「鉄」(sideros)と「繊維」(tilos)という言葉から名付けられた。イドリヤ鉱山のものは恐らくシデロチル石ではないが、世界中の多くの場所で見つかっている。